# 왕장 (자연)
왕장(王章, ? ~ 기원전 22년)은 전한 말기의 관료로, 자는 자연(子然)이며 경조윤 장릉현(長陵縣) 사람이다. 효선황후 왕씨의 조카이다.

## 생애
건소 4년(기원전 35년), 아버지 왕순의 뒤를 이어 안평후(安平侯)에 봉해졌다.
경녕 원년(기원전 33년), 중소부(中少府)에서 집금오로 전임되었다.
건시 2년(기원전 31년), 태복으로 전임되었다.
하평 3년(기원전 26년), 병으로 면직되고 곧 우장군에 임명되었다.
양삭 3년(기원전 22년), 광록훈으로 전임되었으나 몇 달 후 죽었다. 시호를 강(剛)이라 하였고, 아들 왕연이 작위를 이었다.

## 출전
- 반고, 《한서》
  - 권18 외척은택후표
  - 권19하 백관공경표 下

| 전임 파연수 | 전한의 집금오 기원전 33년 ~ 기원전 31년 | 후임 임천추 |

| 전임 담 | 전한의 태복 기원전 31년 ~ 기원전 26년 | 후임 왕음 |

| 전임 우영 | 전한의 광록훈 기원전 22년 | 후임 신경기 |

| 선대 아버지 안평이후 왕순 | 전한의 안평후 기원전 35년 ~ 기원전 22년 | 후대 아들 안평희후 왕연 |